# Lynn Knippenborg
Lynn Knippenborg (* 7. Januar 1992 in Winterswijk) ist eine ehemalige niederländische Handballspielerin.

## Karriere
Lynn Knippenborg wechselte mit 16 Jahren aus Zieuwent zum SV Dalfsen, mit dem sie dreimal niederländische Meisterin wurde und dreimal den Supercup sowie zweimal den niederländischen Pokal gewann. Mit Dalfsen nahm sie am EHF Challenge Cup, dem Europapokal der Pokalsieger und der EHF Champions League teil. Im Sommer 2014 wechselte die 1,75 Meter große Rückraumspielerin zum norwegischen Erstligisten Vipers Kristiansand. Ab dem Sommer 2016 stand sie beim deutschen Bundesligisten Buxtehuder SV unter Vertrag. Mit dem BSV gewann sie 2017 den DHB-Pokal. In der Saison 2018/19 stand sie beim dänischen Erstligisten Team Tvis Holstebro unter Vertrag. Anschließend wechselte sie zum deutschen Erstligisten Sport-Union Neckarsulm. Nach der Saison 2021/22 beendete sie ihre Karriere.
Knippenborg gehörte zum Kader der Niederländischen Nationalmannschaft, mit der sie an der Weltmeisterschaft 2013 in Serbien sowie der Europameisterschaft 2014 in Kroatien und Ungarn teilnahm. Knippenborg gewann die Silbermedaille bei der Europameisterschaft 2016 sowie die Bronzemedaille bei der Weltmeisterschaft 2017 und bei der Europameisterschaft 2018.